# 1961 în științifico-fantastic
- 1960 în științifico-fantastic — 1961 în științifico-fantastic — 1962 în științifico-fantastic

1961 în științifico-fantastic a implicat o serie de evenimente:
- Apare primul volum din Colecția SF, prima serie Cutezătorii (simbol: „Racheta + steaua”) de la Editura Tineretului

## Nașteri
- Neal Asher, scriitor englez
- Rainer Castor (d. 2015)
- Douglas Coupland
- Gordon Dahlquist
- Karen Duve
- Greg Egan, scriitor australian
- Andreas Findig (d. 2018)
- Kij Johnson
- Achim Mehnert (d. 2018)
- Marten Munsonius
- Michel Pagel
- Hans-Josef Rautenberg
- Susan Schwartz (pseudonimul lui Uschi Zietsch)
- Will Self
- Bernard Werber, scriitor francez (vezi și Furnicile (trilogie))
- Uschi Zietsch

## Decese
- Paul G. Ehrhardt (n. 1889)
- Leonhard Frank (n. 1882)
- Georgi Iliev (Георги Илиев, n. 1881), autorul romanelor Curs 0 (О-Корс, 1930) și Rebeli [de pe planeta] Teuta (Теут се бунтува, 1933)
- Louis de Wohl (n. 1903)

## Cărți

### Romane
- Dictatorul adormit (Uspavani diktator) de Silvije Ružić
- A Fall of Moondust de Arthur C. Clarke
- Legendele țării lui Vam: O mitologie a omului de Vladimir Colin
- Luntrea sublimă de Victor Kernbach
- Second Ending de James White
- Solaris de Stanisław Lem
- Străin în țară străină de Robert A. Heinlein
- O trezire neobișnuită (Sasvim neobično buđenje) de Angelo Ritig[1][2]
- Time is the Simplest Thing de Clifford D. Simak

### Povestiri
- „Iubiți acest Univers”  de Arthur C. Clarke
- „Nava care cântă”  de Anne McCaffrey. Rescrisă ca roman în 1969.
- „Proiectantul principal”  de Genrich Altshuller
- „Poate mașina să gândească?...”  de Genrich Altshuller: „Circuitul basculant”; „Gata de zbor!”; „Primul contact”; „Întrebare stranie”; „Mașina râdea...”
- „Legendele căpitanilor stelari”  de Genrich Altshuller

## Filme
| Titlu                                                         | Regizor            | Distribuție                                              | Țara                                                  | Sub-Gen /Note |
| ------------------------------------------------------------- | ------------------ | -------------------------------------------------------- | ----------------------------------------------------- | ------------- |
| Atlantis, the Lost Continent                                  | George Pal         | Anthony Hall, Joyce Taylor, Frank Dekova                 | Statele Unite ale Americii                            |               |
| Il Pianeta degli uomini spenti                                | Antonio Margheriti | Claude Rains, Bill Carter, Renzo Palmer                  | Italia                                                |               |
| The Beast of Yucca Flats                                      | Coleman Francis    | Douglas Mellor, Larry Aten, Tor Johnson                  | Statele Unite ale Americii                            |               |
| The Day the Earth Caught Fire                                 | Val Guest          | Janet Munro, Leo McKern, Edward Judd                     | Regatul Unit al Marii Britanii și al Irlandei de Nord | [ 3 ]         |
| Gorgo                                                         | Eugène Lourié      | Bill Travers, William Sylvester, Vincent Winter          | Regatul Unit al Marii Britanii și al Irlandei de Nord |               |
| Uchū Kaisokusen (宇宙快速船) (literal „Hipernava spațială”)   | Koji Ota           | Sonny Chiba                                              | Japonia                                               |               |
| Sekai Daisensō (世界大戦争) (literal „Marele Război Mondial”) | Shūe Matsubayashi  | Frankie Sakai, Akira Takarada                            | Japonia                                               |               |
| Stăpânul lumii (Master of the World)                          | William Witney     | Vincent Price, Charles Bronson, Henry Hull               | Statele Unite ale Americii                            |               |
| Insula misterioasă (Mysterious Island)                        | Cy Endfield        | Michael Craig, Joan Greenwood, Michael Callan            | Regatul Unit al Marii Britanii și al Irlandei de Nord |               |
| Mosura (モスラ) (Mothra)                                      | Ishirō Honda       | Jerry Ito, Ken Uehara, Yumi Ito                          | Japonia                                               |               |
| The Phantom Planet                                            | William Marshall   | Dean Fredericks, Coleen Gray, Anthony Dexter             | Statele Unite ale Americii                            |               |
| I pianeti contro di noi                                       | Romano Ferrara     | Peter Dane, Marco Guglielmi, Maria Pia Luzi, Otello Toso | Italia                                                | [ 4 ]         |
| S-a furat o bombă                                             | Ion Popescu-Gopo   | Iurie Darie, Liliana Tomescu Haralambie Boroș            | România                                               |               |
| Voyage to the Bottom of the Sea                               | Irwin Allen        | Walter Pidgeon, Joan Fontaine, Barbara Eden              | Statele Unite ale Americii                            |               |
|                                                               |                    |                                                          |                                                       |               |

## Premii
- Premiul Hugo pentru cel mai bun roman:[6] A Canticle for Leibowitz de Walter M. Miller, Jr.